# Levate (Lombardei)
Levate ist eine italienische Gemeinde (comune) mit 3718 Einwohnern (Stand 31. Dezember 2023) in der Provinz Bergamo, Region Lombardei.

## Geographie
Levate liegt acht km südwestlich der Provinzhauptstadt Bergamo und 40 km nordöstlich der Metropole Mailand.
Die Nachbargemeinden sind Comun Nuovo, Dalmine, Osio Sopra, Osio Sotto, Stezzano, Verdellino und Verdello.

## Sehenswürdigkeiten
- Die Pfarrkirche Santi Pietro e Paolo wurde 1583 errichtet und in den folgenden Jahrhunderten mehrfach erweitert. Der Kirchturm stammt aus dem Jahre 1741. Die Kirche enthält mehrere wertvolle Kunstwerke.
- Das Santuario della Madonna del Bailino wurde 1774 in seine jetzige Größe gebracht. Um das Jahr 1500 soll es erstmals erbaut worden sein. Im Inneren befinden sich eine Madonnenstatue aus dem 15. Jahrhundert und eine Orgel aus dem Jahre 1827.

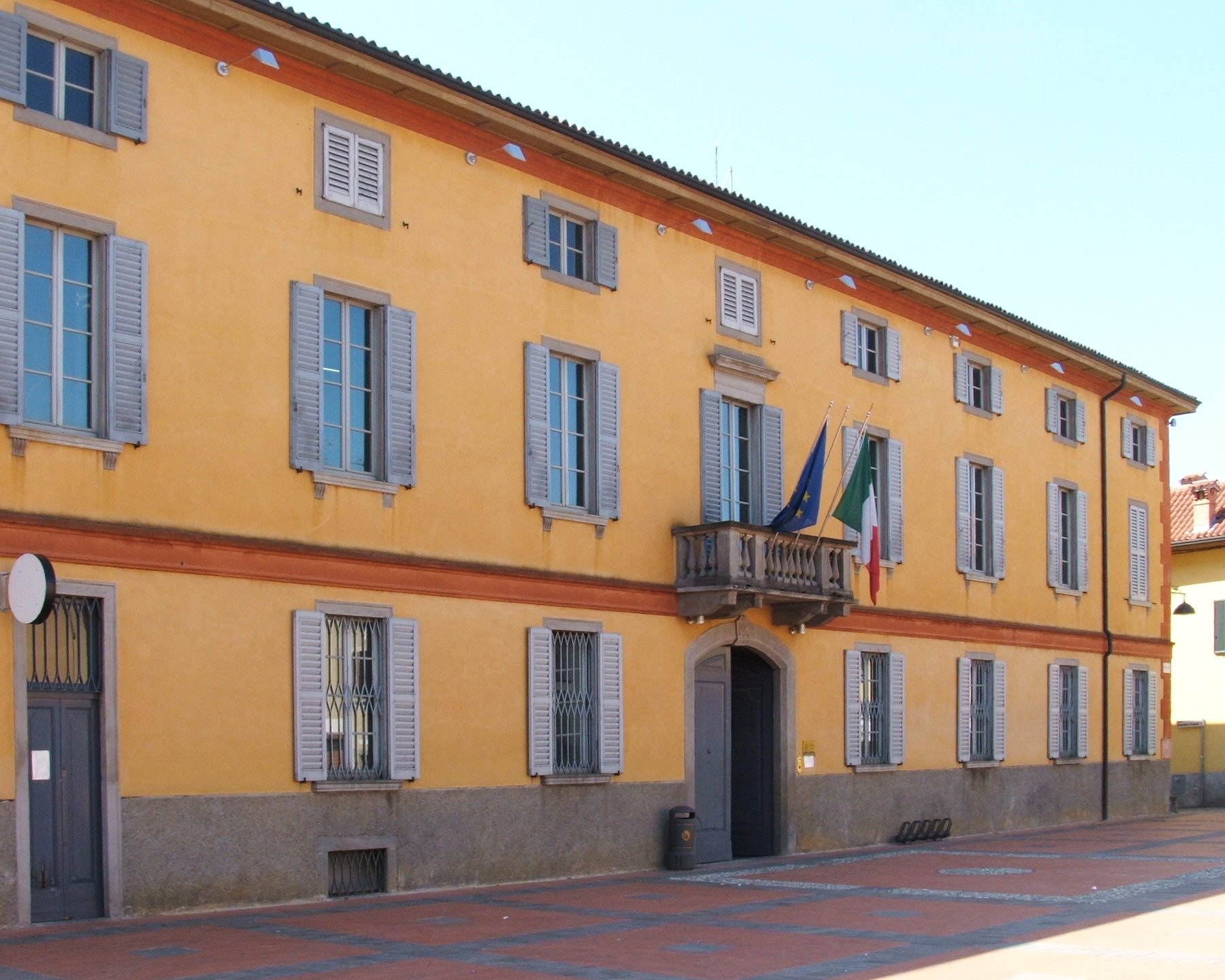
Rathaus
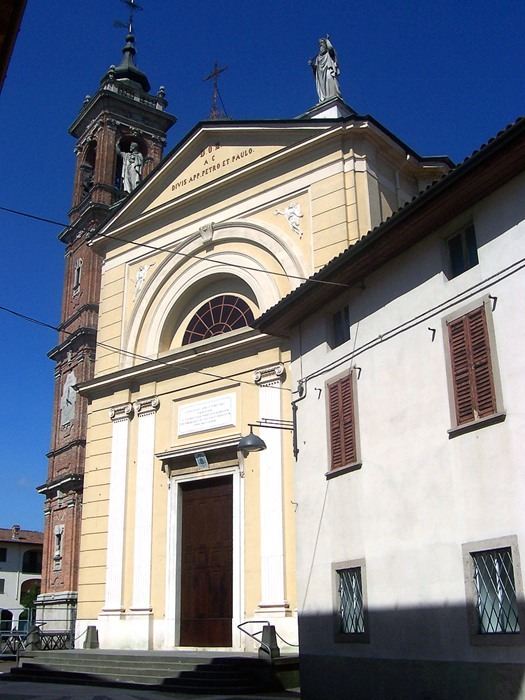
Pfarrkirche
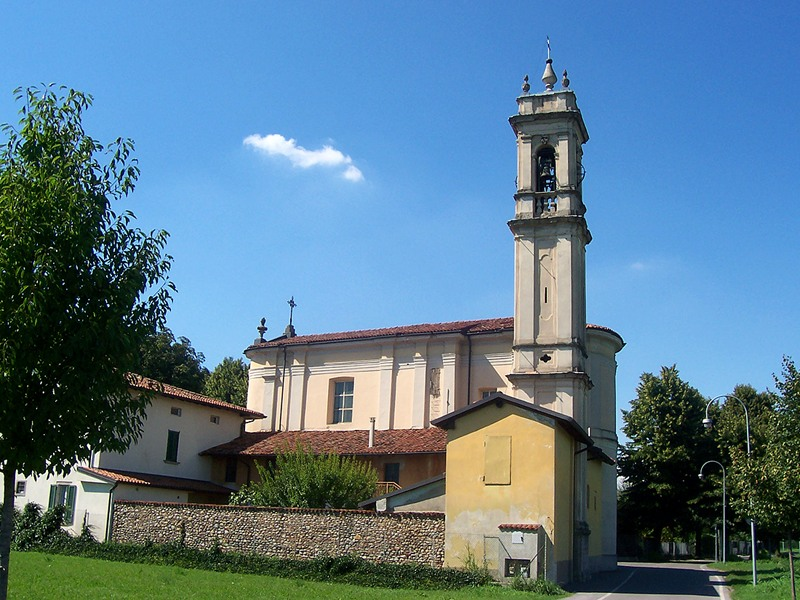
Wallfahrtskirche Madonna del Bailino